# نفاج (صفة)

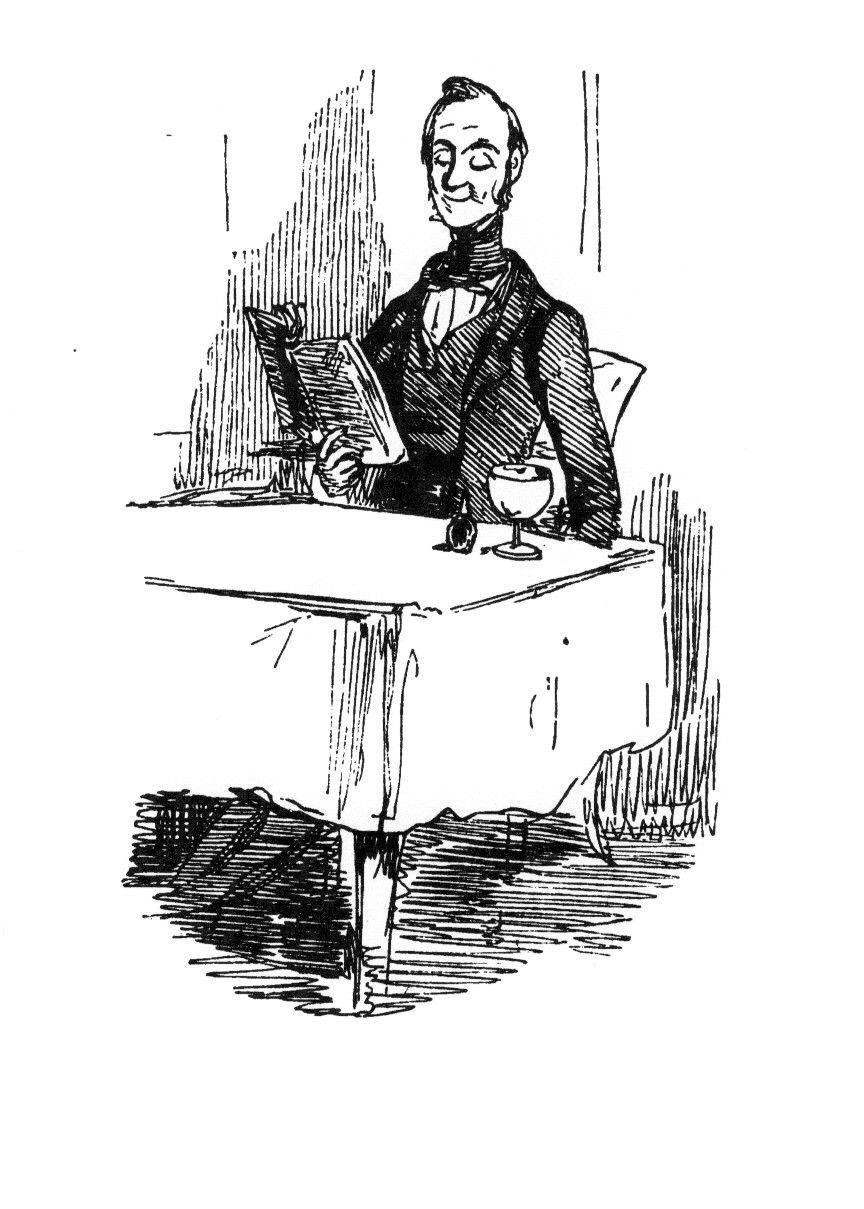

النَفَّاج أو المتفرعن هو مصطلح ازدرائي يُطلق على من يعتقد بأن هنالك علاقة بين المكانة الاجتماعية والقيمة الإنسانية. ويُشير المصطلح أيضاً للشخص الذي يشعر بالتعالي فوق من هم أقل شأناً منه اجتماعياً أو تعليمياً أو أيَّاً من المجالات الاجتماعية الأخريات.